# Samsung YP-Z3
Samsung YP-Z3 — портативный мультимедийный проигрыватель от компании Samsung Electronics. Внешне модель похожа на YP-Z5, но функционально — ближе к YP-Q3.
Подсоединяется к компьютеру с помощью кабеля [microUSB]—USB. При подключении к компьютеру устройство распознается как UMS и подзаряжается.
Оснащен FM-тюнером и микрофоном, может воспроизводить видео без предварительной конвертации. Встроенная система обработки звука DNSe 3.0 теперь называется SoundAlive. ILY

## Поддерживаемые форматы файлов
- Аудио: MP3, WMA, OGG, FLAC, WAV, ADPCM
- Видео: WMV, ASF, AVI, MPEG-4, H.264, MKV, MOV, MP4, WMV9, XviD
- Изображения: JPG, BMP, GIF, PNG
- Текст: TXT

## Комплект поставки
- Плеер
- Наушники
- USB-кабель
- Инструкция по эксплуатации